# Cal Fontanals (Font-rubí)
Cal Fontanals és una obra de Font-rubí (Alt Penedès) inclosa a l'Inventari del Patrimoni Arquitectònic de Catalunya.

## Descripció
Cal Fontanals està situada dintre del nucli de Sabanell, al costat de la carretera de Vilafranca a Igualada i a prop del Pla del Penedès. L'edificació és formada per dues cases bessones adossades, de planta baixa, pis i golfes. La teulada és a dues vessants, de teula àrab. La planta baixa presenta portals adovellats, el primer pis finestres i balcons allindats amb marcs de pedra, i les golfes obertures rectangulars. La construcció es corona amb una terratxa de planta quadrada, centrada.

## Història
L'edifici data del segle xvii, segons que consta en una inscripció de la llinda d'un balcó (1625). Durant la guerra de 1936-1939 va ser utilitzat com a caserna general del camp d'aviació del Pla del Penedès.